# Rząd Adolfasa Šleževičiusa
Rząd Adolfasa Šleževičiusa – szósty rząd Republiki Litewskiej od ogłoszenia niepodległości w 1990.
Funkcjonował od 31 marca 1993 do 19 marca 1996, zdominowany przez postkomunistyczną Litewską Demokratyczną Partię Pracy.

## Skład rządu
- premier: Adolfas Šleževičius
- minister budownictwa: Algirdas Vapšys, od 3 lutego 1994 Julius Laiconas
- minister edukacji i nauki: Vladislavas Domarkas od 19 maja 1994
- minister finansów: Eduardas Vilkelis, od 10 lutego 1995 Reinoldijus Šarkinas
- minister energetyki: Algimantas Stasiukynas, od 15 maja 1995 Arvydas Leščinskas
- minister gospodarki: Julius Veselka, od 9 czerwca 1994 Aleksandras Vasiliauskas, od 5 października 1995 Vytas Navickas
- minister kultury i edukacji[1]: Dainius Trinkūnas, od 15 listopada 1994 Juozas Nekrošius
- minister leśnictwa: Gintautas Kovalčikas, od 9 czerwca 1994 Albertas Vasiliauskas
- minister łączności i technologii informacyjnych: Gintautas Žintelis
- minister obrony: Audrius Butkevičius, od 28 października 1993 Linas Linkevičius
- minister ochrony socjalnej[2]: Teodoras Medaiskis, od 20 października 1993 Laurynas Stankevičius, od 19 maja 1994 Mindaugas Mikaila
- minister ochrony środowiska: Bronius Bradauskas
- minister przemysłu i handlu: Albertas Sinevičius, od 1 czerwca 1993 Kazimieras Klimašauskas
- minister ds. reform administracji publicznej: Laurynas Stankevičius od 1 lipca 1994
- minister rolnictwa: Rimantas Karazija, od 26 września 1994 Vytautas Einoris
- minister sprawiedliwości: Jonas Prapiestis
- minister spraw wewnętrznych: Romasis Vaitiekūnas
- minister spraw zagranicznych: Povilas Gylys
- minister transportu: Jonas Biržiškis
- minister zdrowia: Jurgis Brėdikis, od 10 listopada 1994 Antanas Vinkus